# Мохакар
Мохакар (на испански: Mojácar) е населено място и община в Испания. Намира се в провинция Алмерия, в състава на автономната област Андалусия. Общината влиза в състава на района (комарка) Леванте Алмериенсе. Заема площ от 72 km². Населението му е 7745 души (по данни от 2010 г.). Разстоянието до административния център на провинцията е 90 km.